# Championnats d'Europe d'escrime 2021
Navigation
2020 2022
Les Championnats d'Europe d'escrime 2021, 34e édition des Championnats d'Europe d'escrime, devaient se dérouler du 15 au 20 juin 2021 à Plovdiv, en Bulgarie.
En avril 2021, la compétition est tout d'abord reportée à une date ultérieure en raison de la pandémie de Covid-19. En souhaitant décaler la compétition après les Jeux olympiques de Tokyo, la volonté de la confédération européenne d'escrime est de réduire les risques de contamination des tireurs et tireuses en amont de l'évènement olympique. 
Initialement reprogrammée du 14 au 19 octobre 2021, cette édition des Championnats d'Europe est finalement annulée en septembre 2021.